# Basisgröße
Die physikalischen Größen, die als Basis eines Größensystems festgelegt werden, heißen Basisgrößen. Jede Basisgröße ist so festgelegt, dass sie nicht durch andere Basisgrößen ausgedrückt werden kann (lineare Unabhängigkeit der Basisgrößen). Die Wahl der Basisgrößen kann nach physikalisch-praktischen oder didaktischen Gesichtspunkten erfolgen, vorausgesetzt, dass die lineare Unabhängigkeit gewährleistet ist.
Ein Größensystem ist immer mit einem entsprechenden Einheitensystem gekoppelt. Die Anzahl der Basisgrößen bestimmt den Grad des Größensystems und die Dimensionalität des Einheitensystems. Beispielsweise ist das Internationale Größensystem (ISQ) ein Größensystem siebten Grades und das dazugehörige Internationale Einheitensystem (SI) ein sieben-dimensionales Einheitensystem.
Die qualitativen Eigenschaften einer Basisgröße werden durch ihre Dimension ausgedrückt. Die Dimension einer Basisgröße wird im dazugehörigen Einheitensystem als Basiseinheit (auch: Grundeinheit) realisiert.

## Internationales Einheitensystem

Einfluss der exakt festgelegten Naturkonstanten auf die SI-Basiseinheiten und die Einheiten untereinander.

Die SI-Basiseinheiten und deren gegenseitige Abhängigkeiten durch die bis zum 19. Mai 2019 gültigen Definitionen, Pfeil in Richtung der abhängigen Einheit

Das Internationale Einheitensystem (SI) basiert auf sieben Basisgrößen: Zeit, Länge, Masse, elektrische Stromstärke, Temperatur, Stoffmenge und Lichtstärke. Bis zur
Revision des Einheitensystems von 2019 waren die zugehörigen Basiseinheiten (Sekunde, Meter, Kilogramm, Ampere, Kelvin, Mol und Candela) separat definiert, wobei bei der Definition einiger Einheiten andere bekannt sein mussten (z. B. basierte die Definition des Ampere auf der Kraftwirkung; der Meter wurde 1983 über die Lichtgeschwindigkeit neu definiert und war von da an von der Sekunde abhängig). Alle anderen SI-Einheiten wurden von diesen Basiseinheiten abgeleitet.
Seit dem 20. Mai 2019 sind alle SI-Einheiten direkt dadurch bestimmt, dass sieben sogenannten definierenden Konstanten (defining constants) – zum Teil Naturkonstanten und zum Teil Konventionen – ein fester Wert zugewiesen wurde. Die Basiseinheiten haben seitdem keine besondere Rolle mehr, außer dass sie die Einheiten der per Konvention festgelegten Basisgrößen sind. Die Wahl der Basisgrößen hat keinen Einfluss auf die Einheiten. Wenn etwa elektrische Ladung statt elektrische Stromstärke als Basisgröße verwendet würde, dann würde sich dadurch nichts an der Einheit Ampere ändern.
| Basisgröße                  | Basisgröße | Basiseinheit | Basiseinheit |
| --------------------------- | ---------- | ------------ | ------------ |
| Länge                       | l, s       | Meter        | m            |
| Masse                       | m          | Kilogramm    | kg           |
| Zeit                        | t          | Sekunde      | s            |
| Elektrische Stromstärke     | I          | Ampere       | A            |
| Thermodynamische Temperatur | T          | Kelvin       | K            |
| Stoffmenge                  | n          | Mol          | mol          |
| Lichtstärke                 | Iv         | Candela      | cd           |

## Beispiele
Beispiel 1:
- Die Basisgröße Länge hat im Internationalen Einheitensystem die Basiseinheit Meter und im CGS-Einheitensystem Zentimeter. Sowohl die Basiseinheiten Meter und Zentimeter repräsentieren jeweils in ihrem dazugehörigen Größensystem die Dimension Länge.

Im Allgemeinen wird eine Dimension immer durch eine entsprechende kohärente Einheit realisiert. Eine Basiseinheit repräsentiert immer eine Basisgröße. Daneben kann sie aber auch noch als kohärente Einheit für abgeleitete Größen derselben Dimension dienen.
Beispiel 2:
- Der Meter ist im Internationalen Einheitensystem die Basiseinheit für die Basisgröße Länge. Daneben dient er auch als (kohärente) abgeleitete Einheit für die Niederschlagsmenge, ausgedrückt als Volumen pro Fläche.

Das zweite Beispiel zeigt, dass zwei Größen, die im Allgemeinen als unterschiedliche Größenarten betrachtet werden, dieselbe kohärente Einheit und Dimension besitzen können.

## Abgeleitete Größe
Eine abgeleitete Größe in einem Größensystem ist eine Größe, die als Potenzprodukt der Basisgrößen definiert ist, und eine abgeleitete Einheit ist die Maßeinheit für eine abgeleitete Größe. Sie entsteht als Potenzprodukt der Basiseinheiten, während eine Basiseinheit nicht als Potenzprodukt anderer Basiseinheiten ausgedrückt werden kann. Andere Bedeutungen des Begriffes abgeleitete Einheit spielen für die Abgrenzung zur Basiseinheit keine Rolle.

## Anzahlen
Ein Sonderfall sind Anzahlen, also Größen mit der Einheit Eins („dimensionslose Größen“). In einer Anmerkung des VIM findet sich die Behauptung, dass Anzahlen („number of entities“) in jedem Größensystem als Basisgröße angesehen werden können. Diese Feststellung ist jedoch mathematisch nicht korrekt, denn Zahlen gehören der Dimension Eins an und diese Dimension ist das neutrale Element der freien abelschen Gruppe der Dimensionen und kann daher in keinem Größensystem eine Basisgröße sein.